# Onderorde
In de taxonomie is een onderorde een taxonomische rang of een taxon in die rang. Een onderorde is een rang lager dan een orde. De manier om met rangen om te gaan verschilt voor de plantkunde enigszins van die voor zoölogie, zo komen rangen in de plantkunde en rangen in de zoölogie niet altijd overeen.
Soms is het anglicisme suborde te vinden.